# Udea kusnezovi
Udea kusnezovi is een vlinder uit de familie van de grasmotten (Crambidae), uit de onderfamilie van de Spilomelinae. De wetenschappelijke naam van deze soort is voor het eerst voorgesteld door Sergej Joerjevitsj Sinev in een publicatie uit 2008.
De soort komt voor in Rusland.